# Beaujolais (wijnstreek)

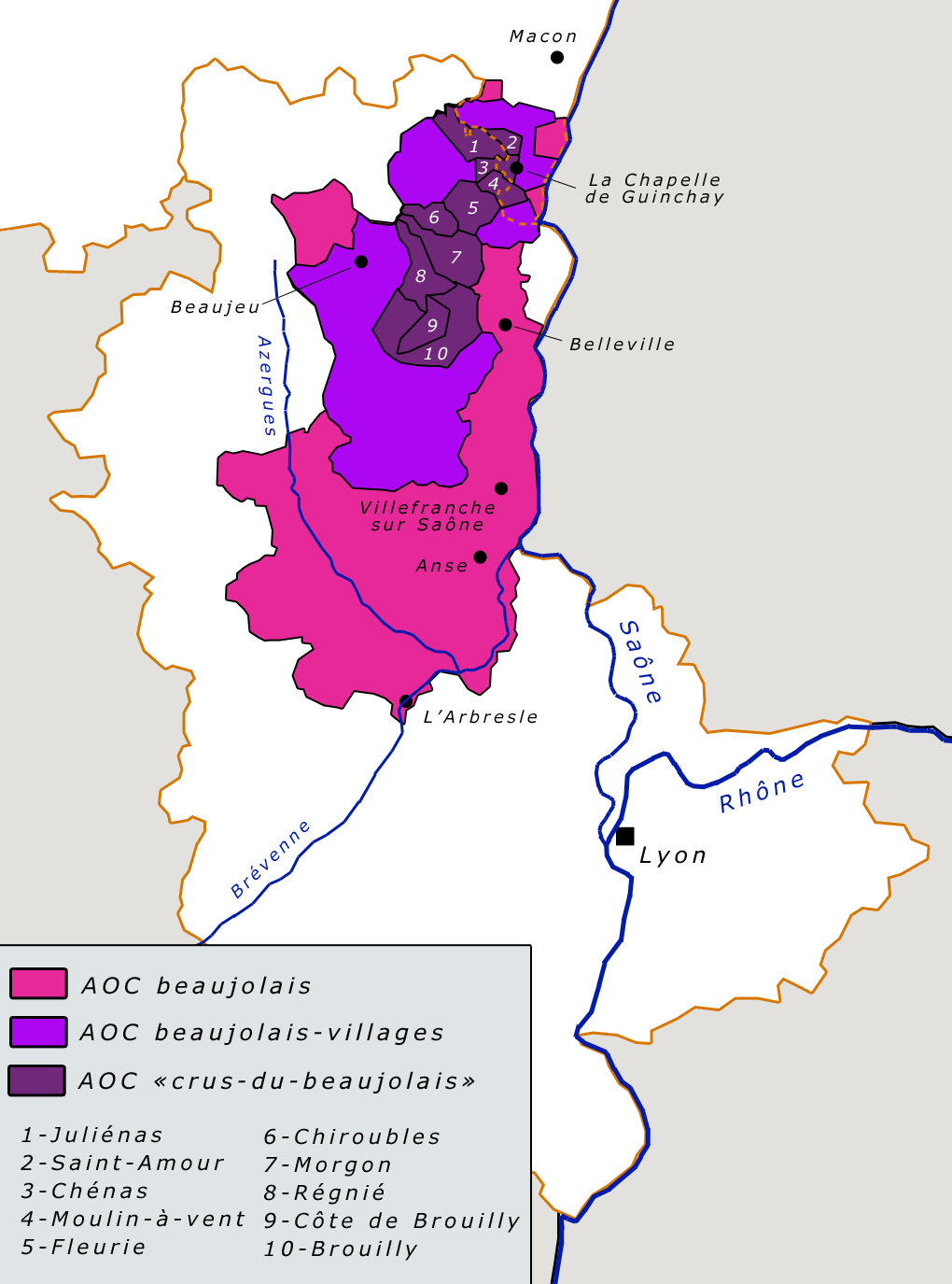
Overzicht AOC Beaujolais.

Beaujolais is een wijnstreek in Frankrijk. De streek is vooral bekend doordat elk jaar op de derde donderdag van november de beaujolais nouveau, waarvan de druiven slechts twee maanden daarvoor zijn geplukt, op de markt komt. De wijnstreek Beaujolais valt deels in de wijnstreek Bourgogne, maar wordt vaak als zelfstandige eenheid gezien, vanwege de eigen identiteit van de wijnen die er geproduceerd worden.

## De streek
Beaujolais begint ongeveer 10 kilometer ten zuiden van Mâcon. Het gebied heeft een totale breedte van 12 kilometer en een lengte van 60 kilometer en kan in twee subregio's ingedeeld worden, Haut-Beaujolais en Bas-Beaujolais. Haut-Beaujolais ligt het noordelijkst en hier worden de beste wijnen gemaakt, waaronder ook de Beaujolais Villages. In Bas-Beaujolais, die zuidelijker ligt, wordt de gewone Beaujolais gemaakt.

## Het productieproces van de beaujolais
Meer dan 90% van alle beaujolaiswijn wordt op minder gebruikelijke manier gemaakt dan in meeste andere wijnproducerende regio's. Het gaat hier om de koolzuurgasvergisting (macération carbonique). Bij deze methode worden de druiven (van het ras gamay) direct na de oogst in grote kuipen gedaan. De trossen gaan met steeltjes en al in de kuipen. Door het gewicht van de trossen worden de onderste druiven gekneusd. In het sap dat hieruit vrijkomt, komt de gisting op gang. Het koolzuurgas dat bij deze gisting ontstaat stijgt op zijn beurt naar de bovenste trossen waar het gas inwerkt. Tijdens dit proces worden de kleurstoffen en tannines afgebroken door de reeds ontstane alcohol en opgenomen door de vloeistof onder in de kuip. Door de grote druk van het koolzuurgas boven in de kuip, gaan de druiven van binnenuit gisten. Doordat er hierbij geen zuurstof aan te pas komt, behoudt de wijn zijn fruitigheid.
Na deze koolzuurgasinwerking wordt de zogenaamde lekwijn afgetapt en het residu wordt geperst en vervolgens ook toegevoegd. Als laatste stap vindt nog de malolactische gisting plaats, waarbij de appelzuren omgezet worden in zachte melkzuren.

## Beaujolais nouveau
Traditioneel wordt op de derde donderdag in november de beaujolais nouveau, in België de nouveau beaujolais en in Nederland de beaujolais primeur genoemd, op de markt gepresenteerd. Deze primeur is wijn van de eerste persing, met veel 'fruit', vaak nog wat schraal bij de eerste slok, maar in de afdronk kan al wel de kwaliteit van dat jaar en dat huis worden herkend. De beaujolais nouveau wordt jong gedronken en is geen bewaarwijn.

## De Crus van de Beaujolais
De hele Beaujolaisstreek heeft recht op de AOC benamingen beaujolais of beaujolais supérieur (hoger alcoholgehalte dan beaujolais). De AOC Beaujolais-Villages is voorbehouden aan 39 gemeenten in het noordelijk deel van de Beaujolais. Daarbinnen mogen 10 gemeenten hun naam aan hun wijn geven. Dit zijn de 10 crus van de beaujolais. Deze zijn van noord naar zuid:
1. Saint-Amour
2. Juliénas
3. Chénas
4. Moulin-à-Vent
5. Fleurie
6. Chiroubles
7. Morgon
8. Régnié
9. Brouilly
10. Côte de Brouilly

## Druivenrassen
Toegestane druivenrassen in beaujolais voor rode wijn zijn;
- Gamay noir à jus blanc

Toegestane druivenrassen in beaujolais voor witte wijn zijn;
- Chardonnay
- Aligoté

## Afbeeldingen

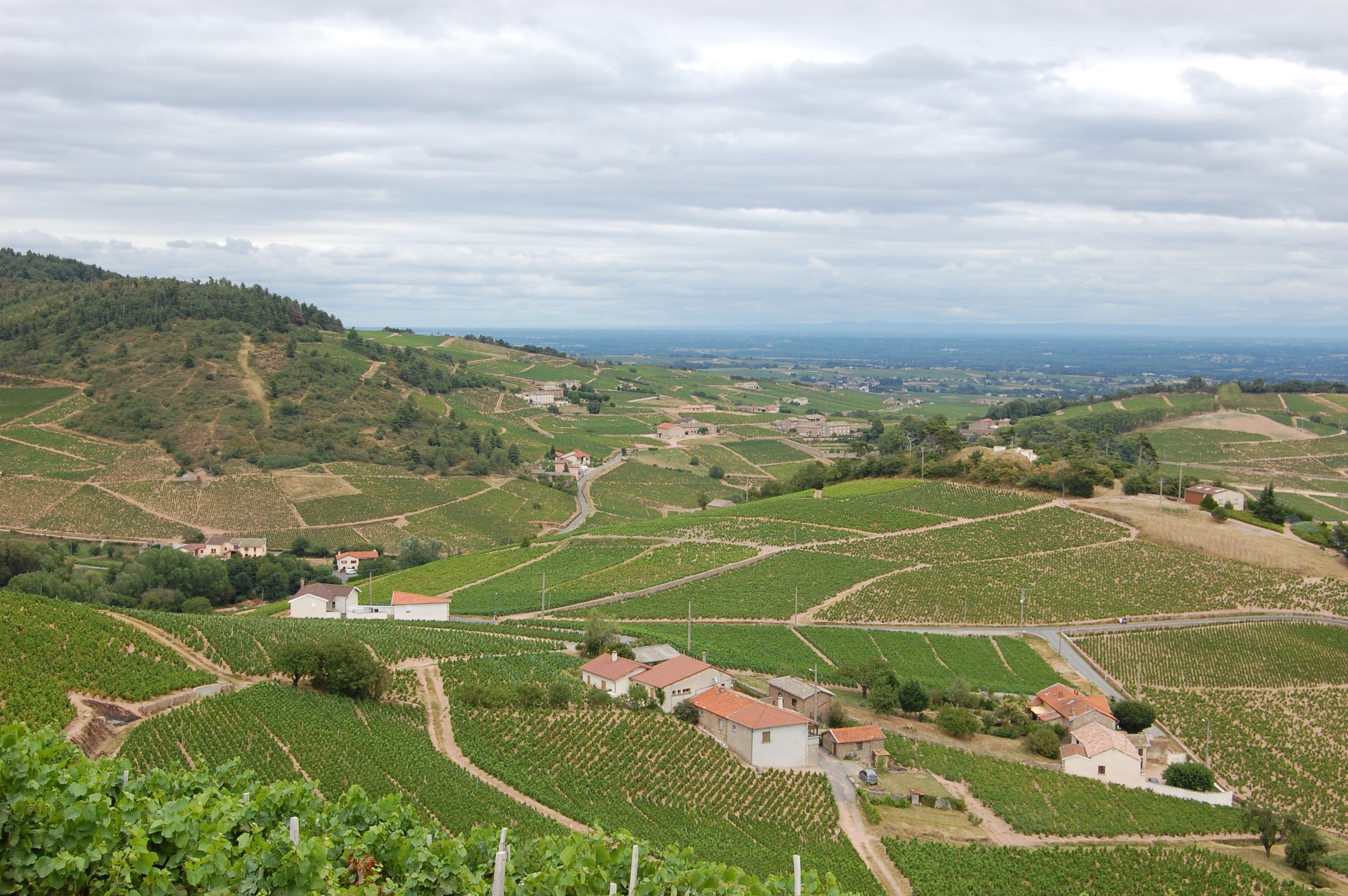
Gezicht vanaf de wijngaarden van Chriroubles
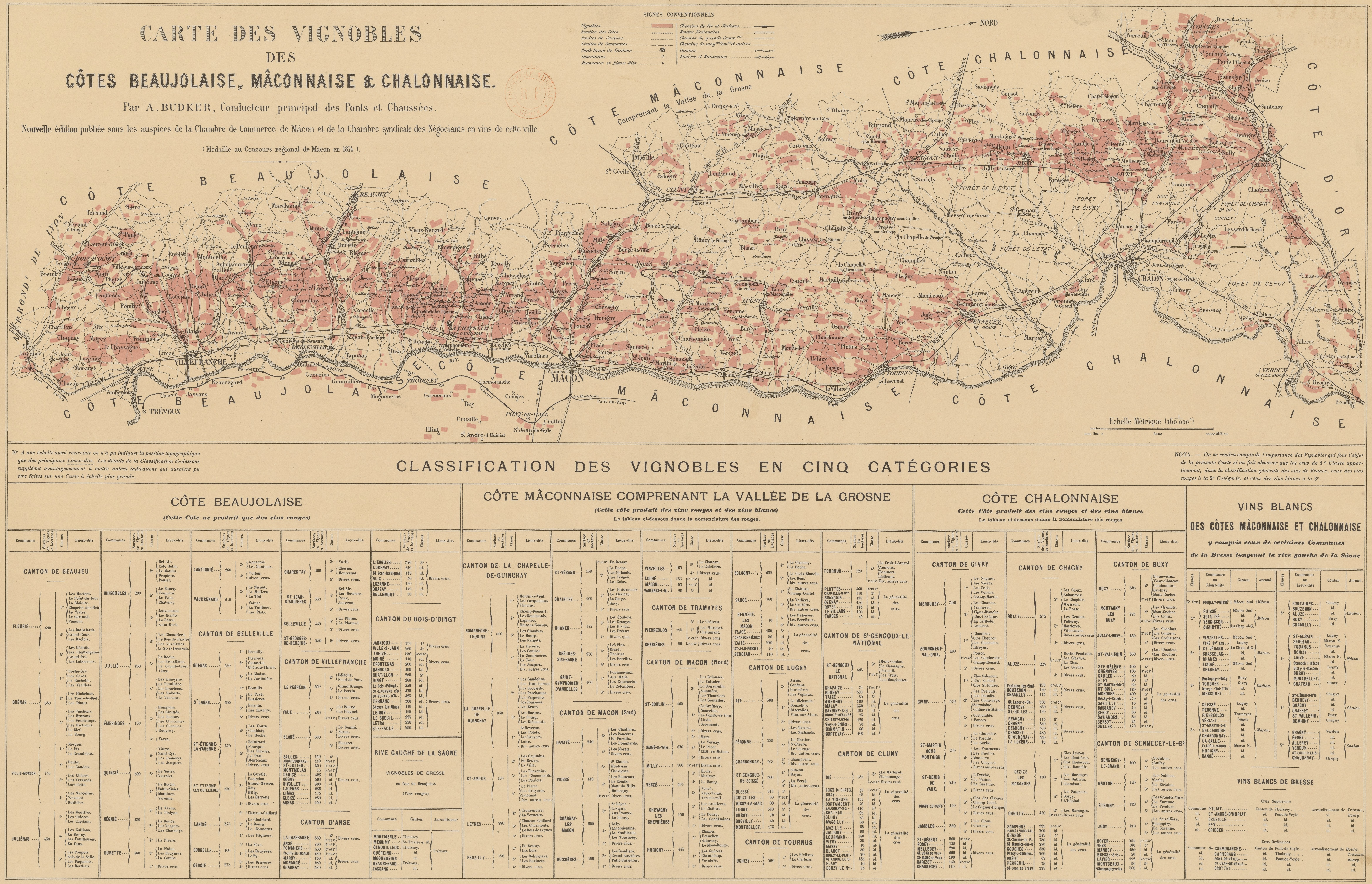
Kaart van de wijngaarden uit 1901
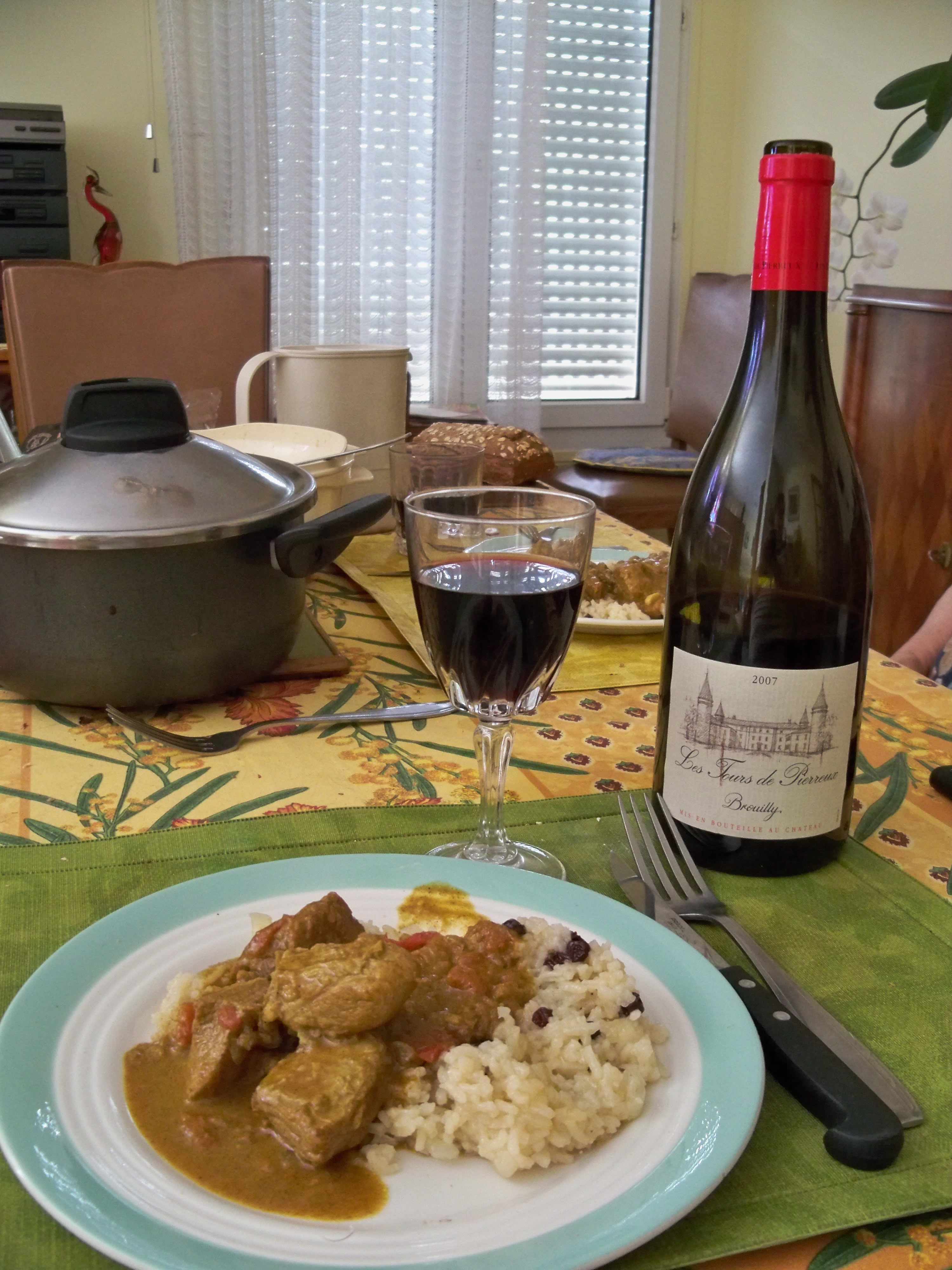
Brouilly AOC